# Sajoer lodeh

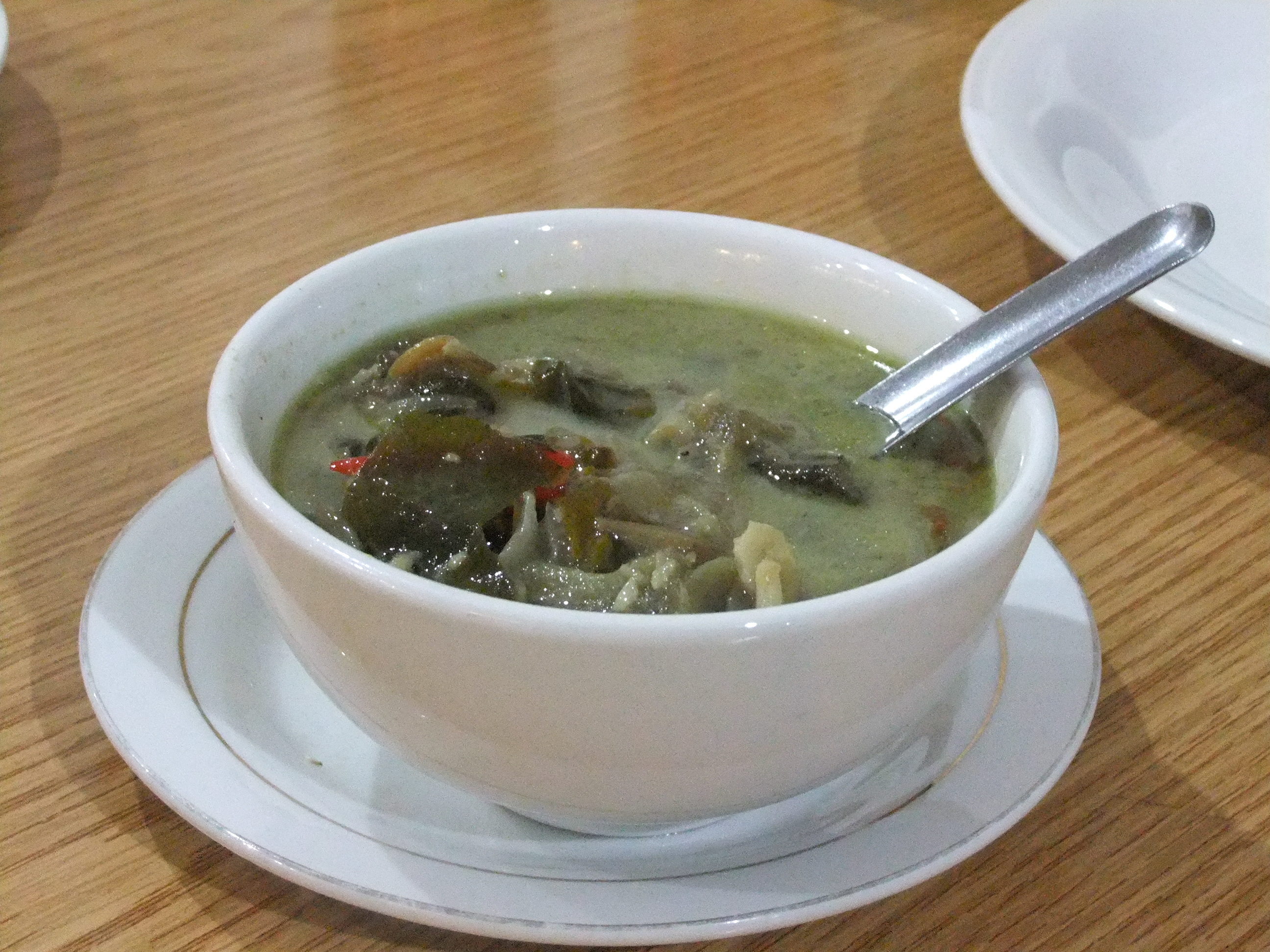
Sajoer lodeh

Sajoer lodeh (Indonesisch: Sayur lodeh) is een populair groentegerecht op basis van kokosmelk uit de Indonesische keuken. Veel voorkomende ingrediënten zijn nangka, aubergine, chayote, melindjoe, kousenband, tofoe en tempé alle gekookt in kokosmelk en mogelijk verrijkt met runder- of kippenbouillon. Soms wordt er ook petehboon aan toegevoegd.
De oorsprong van het gerecht kan teruggeleid worden naar de Javanen van het eiland Java. Het is een bekend onderdeel van de Javaanse keuken en heeft zich verspreid door Indonesië. Sajoer lodeh heeft veel overeenkomsten met sajoer asem. Het grote verschil is vooral dat sajoer lodeh is gebaseerd op kokosmelk terwijl sajoer asem is gebaseerd op tamarindesoep.